# Mezenchymově-epitelový přechod
Mezenchymově-epitelový přechod (MET) je reverzibilní biologický proces, který zahrnuje přechod od pohyblivých, multipolárních nebo vřetenovitých mezenchymových buněk k planárním útvarům polarizovaných buněk zvaných epitel. MET je reverzní proces epitelově-mezenchymového přechodu (EMT) a ukázalo se, že se vyskytuje v ontogenezi, vznik indukovaných pluripotentních kmenových buněk ze somatických buněk jedince, rakovinném metastazování a hojení ran.

## Úvod
Na rozdíl od epitelových buněk, které jsou nepohyblivé a vyznačují se apikobazální polaritou s vazbou na bazální laminu, těsnými spoji, vodivými spoji, adhezními spoji a expresí markerů mezibuněčných spojů, jako je E-kadherin, mezenchymové buňky nevytvářejí zralé mezibuněčné spoje, mohou procházet skrz extracelulární matrix a exprimují markery, jako jsou vimentin, fibronektin, N-kadherin, Twist a Snail. MET hraje zároveň zásadní roli při změnách metabolismu buněk a při upravě epigenetických modifikací. Obecně je v procesu MET postupně zvyšována exprese genů spojených s epitelovým charakterem buněk a snižována exprese genů spojených s mezenchymovým charakterem buněk.

## Ontogeneze

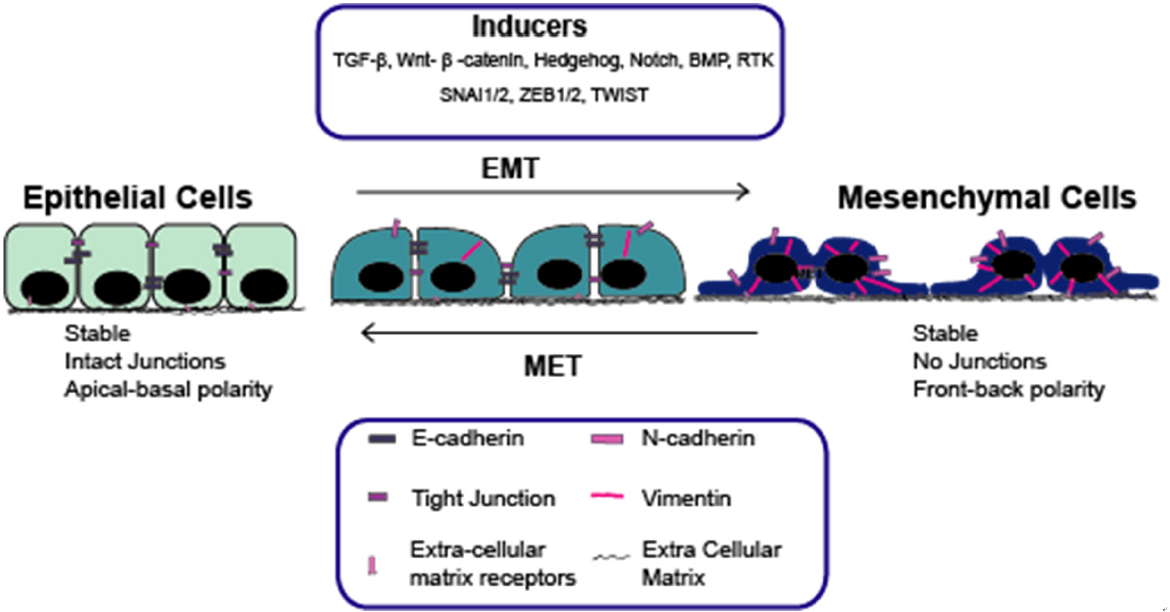
EMT: epitelově-mezenchymový přechod; MET: mezenchymově-epitelový přechod přechod

Během embryogeneze a raného vývoje se buňky přepínají tam a zpět mezi různými buněčnými fenotypy prostřednictvím MET a EMT. MET spojený s embryogenezí byl nejrozsáhleji studován na průběhu somitogeneze, vývoje ledvin a karcinogenezi během metastazování. Probíhá též během vývoje srdce nebo při vývoji trávicího ústrojí. MET je nezbytný proces v embryogenezi pro vytváření kohezních struktur z doposud beztvarých shluků buněk. Ačkoli mechanismus MET během vývoje různých orgánů je docela podobný, každý proces má jedinečnou signální dráhu k vyvolání změn genové exprese.

### Vývoj ledvin
Jedním z nejlépe popsaných procesů využívajících MET je ontogeneze ledvin. Savčí ledvina je primárně tvořena dvěma časnými strukturami: ureterovým pupenem a nefrogenním blastémem, které tvoří sběrné kanálky a nefrony. Jak ureterový pupen roste z Wolffova vývodu, nefrogenní blastém indukuje větvení ureterového pupenu. Současně ureterový pupen indukuje kondenzaci nefrogenního blastému okolo pupenů a ten pak podstupuje MET za vzniku renálního epitelu, který nakonec tvoří nefron. V metanefronech dochází k vzájemné indukci a růstových faktorů, integrinů, buněčných adhezních molekul a protoonkogenů, jako jsou c-ret, c-ros a c-met, a k indukci MET.

### Somitogeneze
Další příklad využití MET se vyskytuje během somitogeneze. Somity obratlovců, které dávají vznik kostím pánevního dna, páteři a žebrům a kosterním svalům trupu, jsou vytvářeny zráním sdružováním somitomer (další podrobnosti viz somit). Každý somit je obklopen vrstvou epitelu, který vznikl z mezenchymových buněk transformovaných pomocí MET. Na příkladu somitogeneze kuřecího embrya bylo zjištěno, že je pro správný průběh MET zapotřebí mimo jiné dvou GTPáz - Cdc42 a Rac1 a také transkripčního faktoru Paraxis.

### Vývoj srdce
Během vývoje srdce probíhá několik cyklů EMT a MET. Část splanchnopleury podléhá EMT a dává vzniknout endoteliálním progenitorům, které pak tvoří endokardium prostřednictvím MET. Perikard je tvořen mezenchymálními buňkami žilní zátoky - sinus venosus, které podléhají MET. K podobným procesům dochází i při regeneraci v poškozené tkáni srdce. Poškozený perikard tedy podléhá EMT a je transformován na adipocyty nebo myofibroblasty, které mohou dále vytvářet podklad pro vznik arytmií. Následný zpětný proces v podobě MET pak vede k tvorbě vaskulogenních progenitorových buněk a epitelových progenitorů, které mohou dále diferencovat ve vaskulogenní buňky podporující angiogenezi, a tedy dochází k postupné regeneraci poškozené tkáně srdce.

## V rakovině

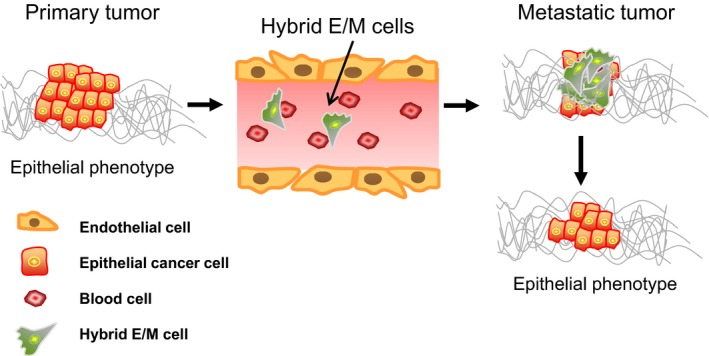
Proces EMT / MET při metastazování

I když je známo relativně málo o tom, jakou roli hraje MET při rakovině ve srovnání s rozsáhlými studiemi o využití EMT při metastazování nádoru, předpokládá se, že se MET také podílí na vytváření a uchycení vzdálených metastáz. A to zřejmě tím, že transformovaným buňkám umožňuje znovu získat epitelové vlastnosti a schopnost integrovat se do vzdálených orgánů. Mezi těmito dvěma stavy se buňky vyskytují ve "přechodném stavu“ v tzv. částečném EMT.
V posledních letech vědci zkoumají MET jako jeden z mnoha potenciálních terapeutických cílů v prevenci vzniku metastáz. Tento terapeutický přístup prevence metastáz je známý jako "diferenciační" terapie a může být použit při vývoji nových protinádorových terapeutických strategií.

## Vznik iPS ze somatických buněk
Aby somatické buňky podstoupily přeprogramování na indukované pluripotentní kmenové buňky (buňky iPS), musí proběhnout řada různých buněčných procesů. Přeprogramování somatických buněk na iPS lze dosáhnout signalizací pomocí exprese Oct4, Klf4, Sox2 a c-Myc (OKSM).
Geny spojené s epitelovým charakterem buněk, jako je E-kadherin / Cdh1, Cldns -3, -4, -7, -11, Occludin (Ocln), epiteliální buněčná adhezní molekula (EpCAM), a Crumbs homolog 3 (Crb3), zvýšily svou expresi dříve než byl zapnut Nanog, klíčový transkripční faktor při udržování pluripotence . Kromě toho byla během prvních 5 dnů po indukci OKSM snížena exprese genů spojených s mezenchymovým charakterem buněk, jako je Snail, Slug, Zeb -1, -2 a N-kadherin. Přidání exogenního TGF-β1, který blokuje MET, významně snížilo účinnost přeprogramování iPS. Všechna tato zjištění jsou v souladu s předchozími pozorováními, že embryonální kmenové buňky připomínají epitelové buňky a exprimují E-kadherin.
Nedávné studie naznačují, že signalizace pomocí Klf4 při přeprogramování buněk iPS může být konkrétně odpovědná za indukci exprese E-kadherinu vazbou na jeho promotorové oblasti a první intron CDH1, genu kódujícího E-kadherin.